# Laurence Tieleman
Henri August Laurence Tieleman (Bruxelles, 14 novembre 1972) è un ex tennista e allenatore di tennis belga naturalizzato italiano.
Specialista dell'erba e con un gioco orientato al serve & volley,raggiunse la posizione n° 76 nella classifica mondiale ATP il 24 aprile del 1999 e fu numero 1 italiano per sette settimane complessive. Il suo miglior risultato in singolare è la finale disputata al torneo del Queen's il 14 giugno del 1998. Nello stesso anno, in doppio, vinse il torneo di Tashkent in coppia con Stefano Pescosolido.
Nato da padre olandese e madre romana (entrambi i genitori lavoravano come economisti per la CEE), ha il doppio passaporto e risiede in Belgio.

## Carriera
Si formò presso l'Accademia di Nick Bollettieri, a Bradenton, in Florida. A Londra incontrò l'ex grande doppista Peter Fleming, che fu suo coach per diversi periodi allenandosi anche con Stefan Edberg e con il fratello Henri-James.
Nei tornei dello Slam, arrivò al terzo turno sia agli US Open 1999, dove perse al tie-break del 5º set da Vince Spadea, sia a Wimbledon nel 1993 dove fu eliminato da Richard Krajicek.
Sull'erba del prestigioso torneo del Queen's del 1998 ottenne il suo risultato più importante in carriera quando, dopo aver superato le qualificazioni da n° 253 al mondo, approdò in finale diventando il primo tennista italiano nell'era Open a giungere all'atto conclusivo di un torneo su erba, eliminando nell'ordine Jason Stoltenberg, Sébastien Lareau, Greg Rusedski, n° 4 del mondo e primo top 10 da lui battuto in carriera, Tim Henman e Byron Black, prima di arrendersi a Scott Draper per 6(5)–7, 4-6. La finale del 1998 è stata per 23 anni il miglior risultato ottenuto da un tennista italiano nel torneo del Queen's, prima del successo ottenuto da Matteo Berrettini nel 2021.
L'11 ottobre 1999, grazie alla posizione numero 91 nel ranking ATP, Tieleman divenne il nuovo numero uno italiano, posizione che detenne complessivamente per sette settimane.

## Statistiche

### Singolare

#### Sconfitte in finale (1)
| ATP Tour 500 (1) |

| Anno | Torneo                             | Superficie | Avversario in finale | Punteggio   |
| 1998 | Queen's Club Championships, Londra | Erba       | Scott Draper         | 6(5)–7, 4–6 |

### Doppio

#### Vittorie (1)
| Legenda                                         |
| ATP World Series / ATP International Series (1) |

| Numero | Data              | Torneo                  | Superficie | Compagno            | Avversari in finale            | Punteggio     |
| 1.     | 20 settembre 1998 | Tashkent Open, Tashkent | Cemento    | Stefano Pescosolido | Kenneth Carlsen Sjeng Schalken | 7–5, 4–6, 7–5 |